# Цвентендорфская АЭС
Цвентендорфская атомная электростанция (нем. Kernkraftwerk Zwentendorf, также Kernkraftwerk Tullnerfeld) — первая и единственная атомная электростанция в Австрии. Расположена в коммуне Цвентендорф-ан-дер-Донау, в земле Нижняя Австрия. Была построена, но никогда не вводилась в эксплуатацию.
Цвентендорфская АЭС была первой из шести атомных электростанций, которые планировалось построить в Австрии. Её строительство началось в апреле 1972 года. Кипящий водо-водяной реактор должен был обеспечить мощность около 700 мегаватт. Работы выполняла немецкая компания «Kraftwerksunion» (AEG в сотрудничестве с Siemens). За четыре года постройка была завершена, и вскоре должно было начаться строительство второй АЭС, но с 1974 года в Австрии начало набирать силу антиядерное движение. В попытках обелить ядерную энергетику в глазах населения, осенью 1976 года австрийское правительство запустило информационную кампанию. Её результаты оказались прямо противоположными: количество мирных протестов росло на глазах, в газетах стали появляться статьи, критикующие ядерную программу. Федеральный канцлер Австрии Бруно Крайский (СДП), надеясь на успешный исход, решил провести предложенное христианско-социальной партией общественное голосование по вопросу введения АЭС в эксплуатацию, и 5 ноября 1978 года состоялся референдум. При явке имеющих право голоса в 64,1 процента, 1 576 839 (49,53 %) человек высказались за начало эксплуатации АЭС, и 1 606 308 (50,47 %) проголосовали против. Разница всего в 30 тысяч голосов определила не только судьбу Цвентендорфской АЭС, но и всю ядерную политику страны: в декабре 1978 года правительство Австрии наложило запрет на использование ядерной энергии до 1998 года, который был продлён в 1997 году. До сегодняшнего дня в стране было лишь три небольших исследовательских реактора, построенных в 1960-х годах, из которых один всё ещё находится в рабочем состоянии.
Чтобы восполнить недостаток электроэнергии, неподалёку в 1987 году была построена Дюрнрорская ТЭЦ, которая подключилась к построенной для АЭС линии электропередачи. В 2005 году электростанцию приобрёл концерн EVN Group. Сейчас реактор АЭС используется как источник запасных частей для немецких станций Isar 1, Brunsbüttel и Philippsburg 1. Группы специалистов тренируются проводить на нём плановые операции обслуживания, кроме того, там отрабатывается оборудование для атомных электростанций. Возможно посещение комплекса. C 2009 года территория оборудована солнечными батареями.

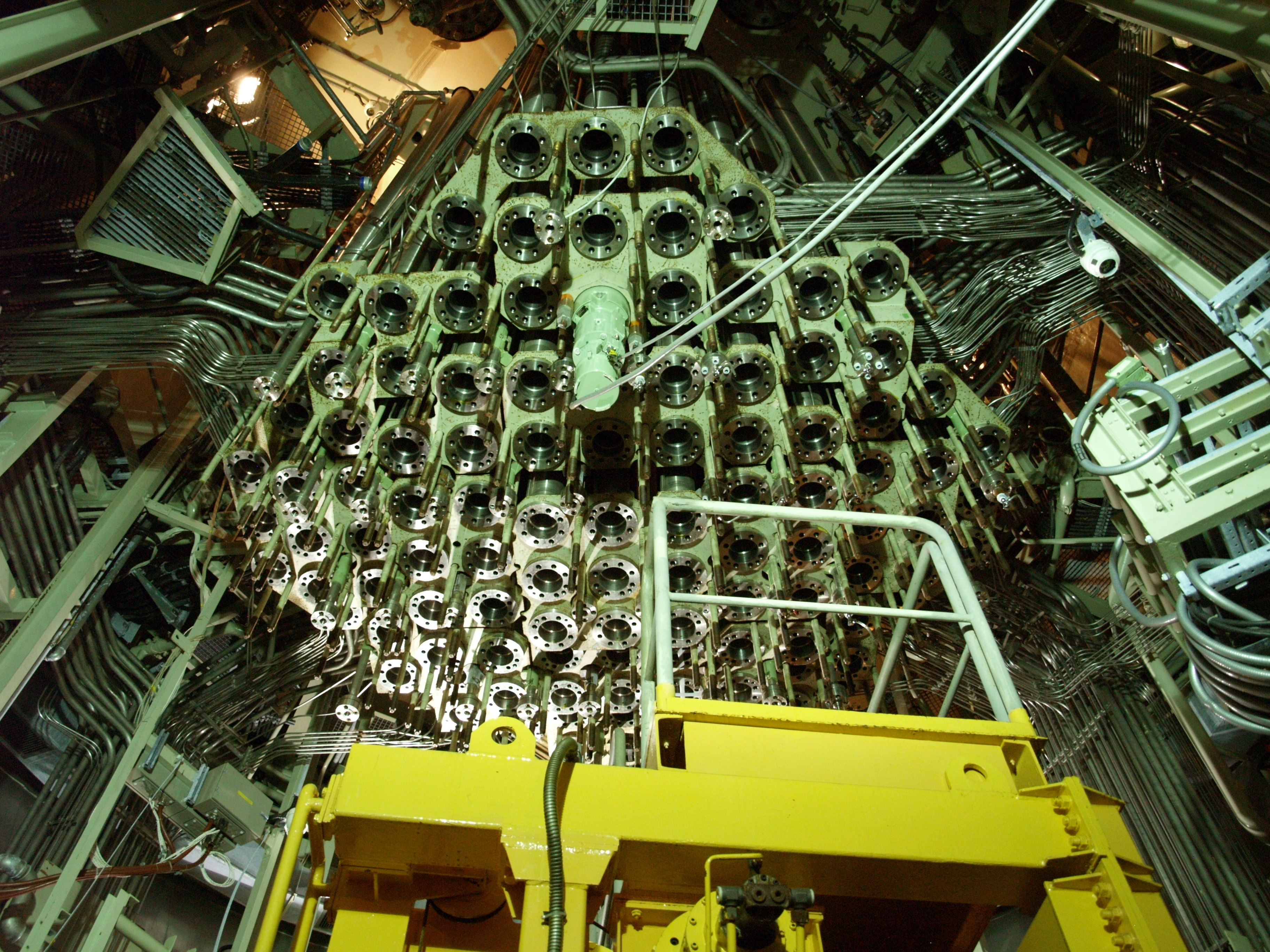
Механизм управления стержнями на дне резервуара высокого давления внутри реактора
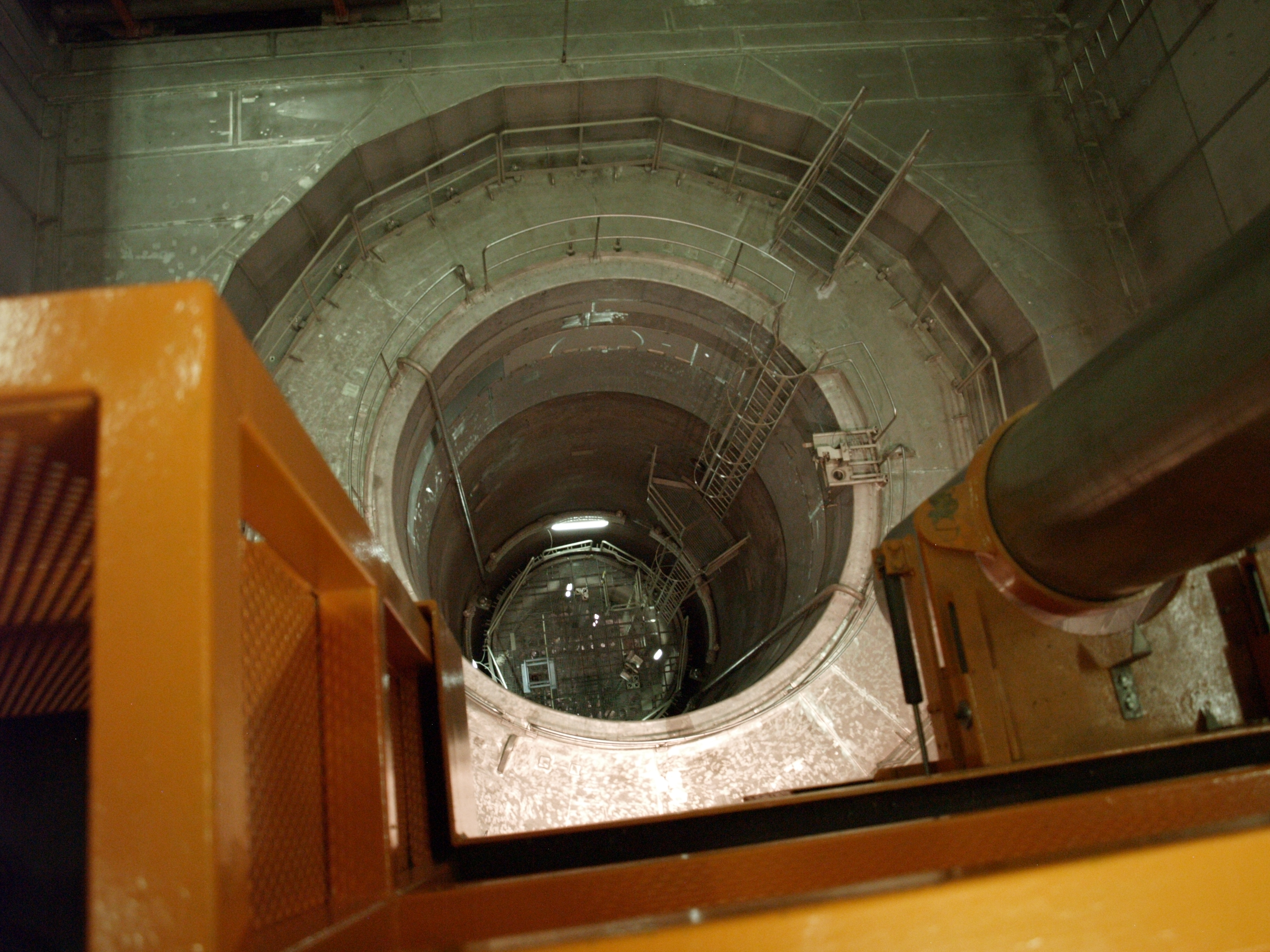
Резервуар высокого давления
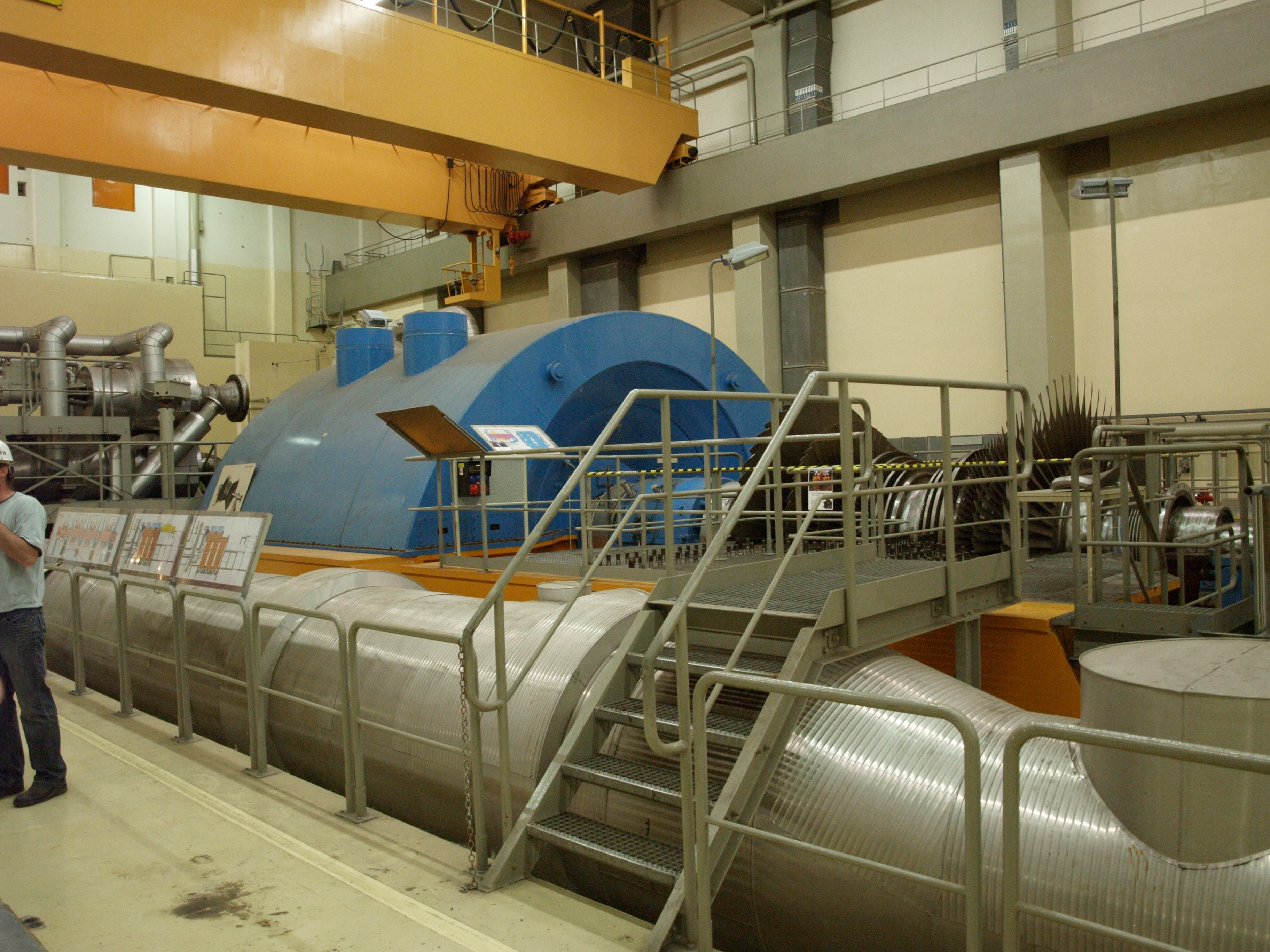
Турбины низкого давления
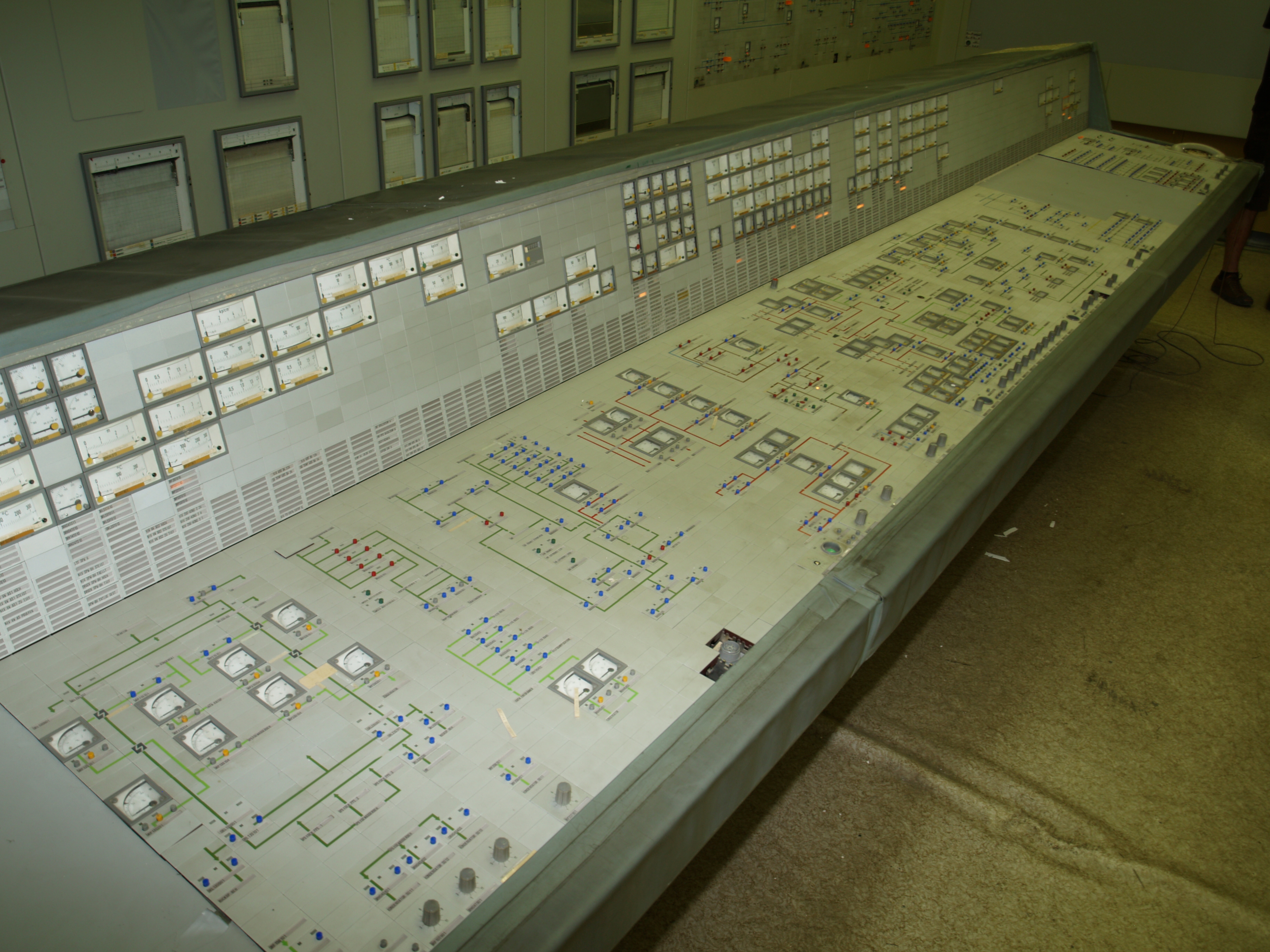
Панель управления в диспетчерской